# Авремешть (Вилча)
Авремешть, Авремешті (рум. Avrămești) — село у повіті Вилча в Румунії. Входить до складу комуни Скунду.
Село розташоване на відстані 159 км на захід від Бухареста, 32 км на південний захід від Римніку-Вилчі, 65 км на північний схід від Крайови, 143 км на південний захід від Брашова.

## Населення
За даними перепису населення 2002 року у селі проживали 549 осіб, з них 548 осіб (99,8%) румунів. Рідною мовою 548 осіб (99,8%) назвали румунську.